# Judith Cladel
Judith Cladel (París, 1873 — 1958) va ser una escriptora llenguadociana, filla de Léon Cladel. Va escriure una biografia de Rodin (1908) i una d'Aristide Maillol (1937) així com obres de teatre i novel·les.